# Ternant (Côte-d'Or)
Pour les articles homonymes, voir Ternant.
Ternant est une commune française située dans le département de la Côte-d'Or en région Bourgogne-Franche-Comté.

## Géographie

### Climat
Pour des articles plus généraux, voir Climat de la Bourgogne-Franche-Comté et Climat de la Côte-d'Or.
En 2010, le climat de la commune est de type climat océanique dégradé des plaines du Centre et du Nord, selon une étude du Centre national de la recherche scientifique s'appuyant sur une série de données couvrant la période 1971-2000. En 2020, Météo-France publie une typologie des climats de la France métropolitaine dans laquelle la commune est exposée à un climat océanique altéré et est dans la région climatique  Bourgogne, vallée de la Saône, caractérisée par un bon ensoleillement (1 900 h/an), un été chaud (18,5 °C), un air sec au printemps et en été et des vents faibles. 
Pour la période 1971-2000, la température annuelle moyenne est de 10,1 °C, avec une amplitude thermique annuelle de 17,3 °C. Le cumul annuel moyen de précipitations est de 938 mm, avec 12,4 jours de précipitations en janvier et 7,7 jours en juillet. Pour la période 1991-2020, la température moyenne annuelle observée sur la station météorologique de Météo-France la plus proche, « Marsannay la Cote », sur la commune de Marsannay-la-Côte à 13 km à vol d'oiseau, est de 11,7 °C et le cumul annuel moyen de précipitations est de 803,0 mm,. Pour l'avenir, les paramètres climatiques de la commune estimés pour 2050 selon différents scénarios d'émission de gaz à effet de serre sont consultables sur un site dédié publié par Météo-France en novembre 2022.

## Urbanisme

### Typologie
Au 1er janvier 2024, Ternant est catégorisée commune rurale à habitat très dispersé, selon la nouvelle grille communale de densité à 7 niveaux définie par l'Insee en 2022.
Elle est située hors unité urbaine. Par ailleurs la commune fait partie de l'aire d'attraction de Dijon, dont elle est une commune de la couronne,. Cette aire, qui regroupe 333 communes, est catégorisée dans les aires de 200 000 à moins de 700 000 habitants,.

### Occupation des sols
L'occupation des sols de la commune, telle qu'elle ressort de la base de données européenne d’occupation biophysique des sols Corine Land Cover (CLC), est marquée par l'importance des forêts et milieux semi-naturels (71,7 % en 2018), une proportion sensiblement équivalente à celle de 1990 (72 %). La répartition détaillée en 2018 est la suivante : 
forêts (71,7 %), terres arables (22,5 %), prairies (4 %), zones agricoles hétérogènes (1,5 %), cultures permanentes (0,2 %). L'évolution de l’occupation des sols de la commune et de ses infrastructures peut être observée sur les différentes représentations cartographiques du territoire : la carte de Cassini (XVIIIe siècle), la carte d'état-major (1820-1866) et les cartes ou photos aériennes de l'IGN pour la période actuelle (1950 à aujourd'hui).

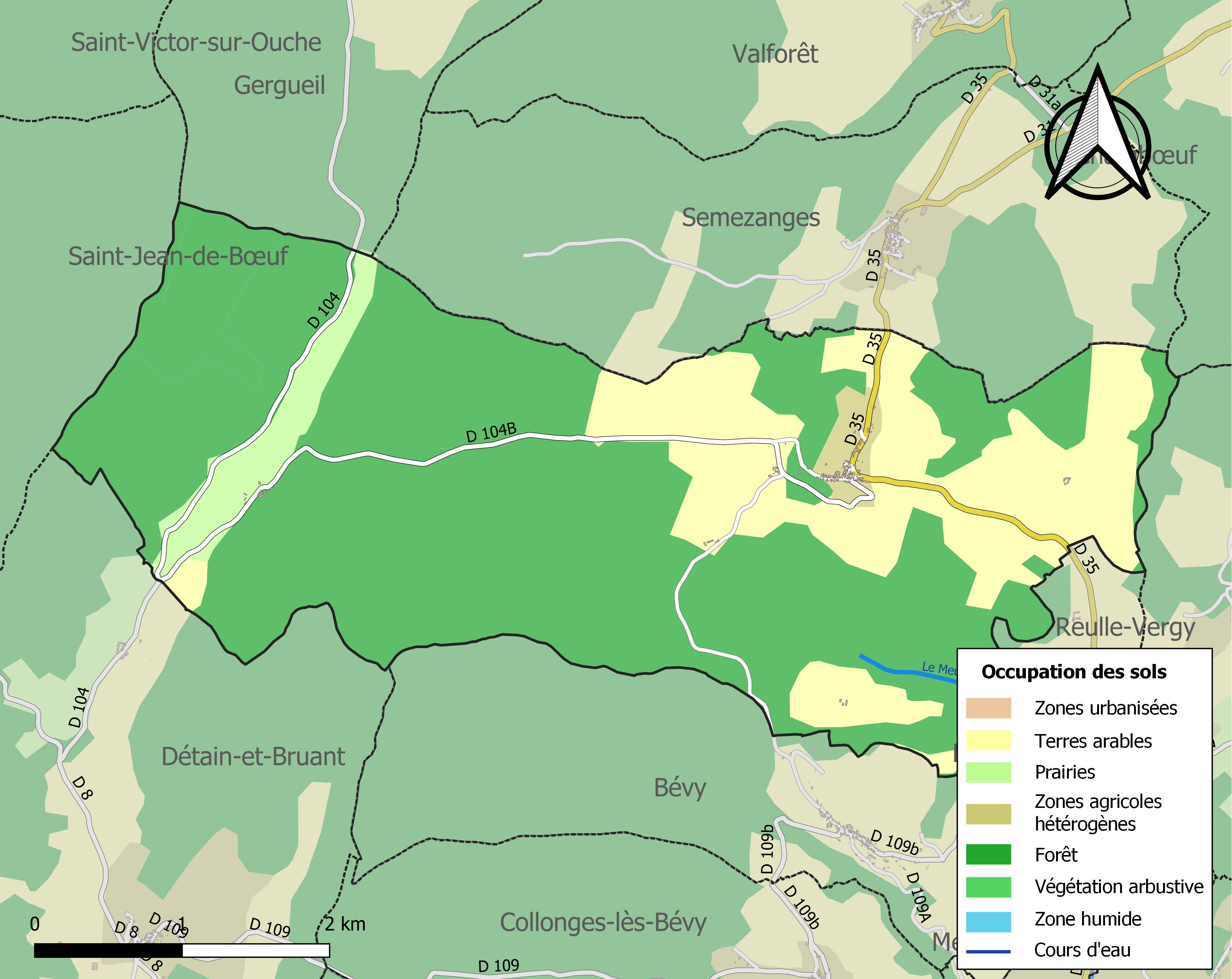
Carte des infrastructures et de l'occupation des sols de la commune en 2018 (CLC).

## Histoire

### La famille de Ternant (ou de la Motte-Ternant)
On ne sait pas à quelle date les seigneurs locaux prirent le nom de Ternant, mais cette famille noble, implantée à Ternant (Nièvre) et La Motte-Ternant (Côte-d'Or), semble aussi avoir donné son nom à Ternant (Côte-d'Or) à moins qu'il ne s'agisse d'une homonymie ; cette famille a joué pendant trois siècles un rôle important en Bourgogne. Parmi les personnes connues :
- Guillaume, seigneur de Ternant, rend hommage au comte de Nevers Louis Ier de Dampierre en 1285 pour « la grande cour de Ternant et les villes de Mulot, Salais (Savigny-Poil-Fol), Perrigny, Mézeray, Rigny, Hiry[12], et quelques autres » ; Guy, sire de Ternant, en fait autant en 1310[13].
- Pierre de Ternant, archidiacre de Beaune en 1303.
- Jean de Ternant participe en 1340 au camp de Bouvines (ne pas confondre avec la bataille de Bouvines en 1214) dans l' host du comte Louis Ier de Flandre.
- Othenin de Ternant, capitaine du château de Coiffy en 1361.
- Hugues, sieur de Ternant et de Limanton, sire de la Motte-Ternant, chevalier, tient en fief-lige en 1353 « la grande Tour de Ternant, avec la ville et appartenances (...), la ville de Tazilly , la ville de Chônay, la ville d'Hiry, la ville de Mulot, la ville de Salais (Savigny-Poil-Fol), la ville de Périgny, la ville de Rigny (Rémilly), la ville de Montfol, etc. »[14] ; il est lieutenant du comte Louis II de Flandre en 1362 et gouverneur du Nivernais à la même date. En 1404, il fait élever à Savigny-Poil-Fol un gibet à quatre piliers.
- Jean de la Motte-Ternant est échanson du duc Philippe II de Bourgogne en 1392.
- Jean de la Motte-Ternant, conseiller du duc Philippe III de Bourgogne et envoyé à Lille en 1432 négocier au nom de ce dernier et qui est membre de la délégation qu'il envoie à Tours en 1435 le représenter lors du serment de respect du traité d'Arras.

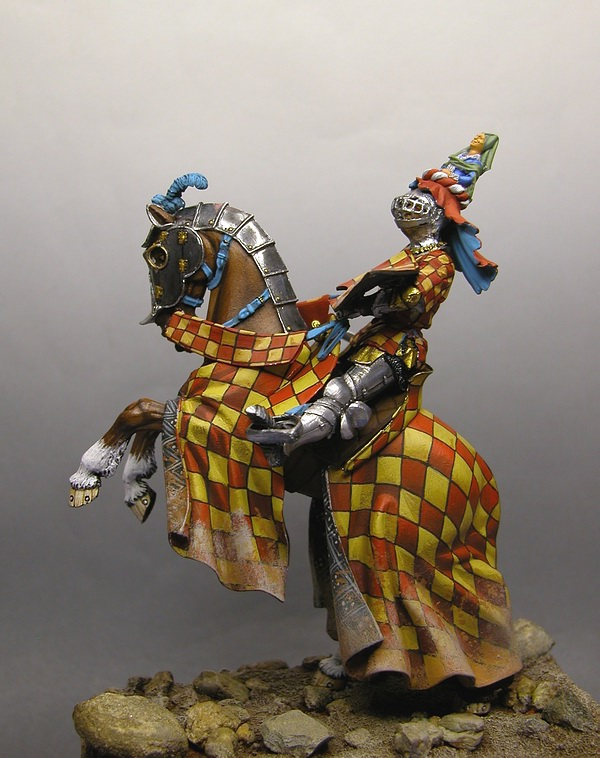
Philippe de Ternant (XV).

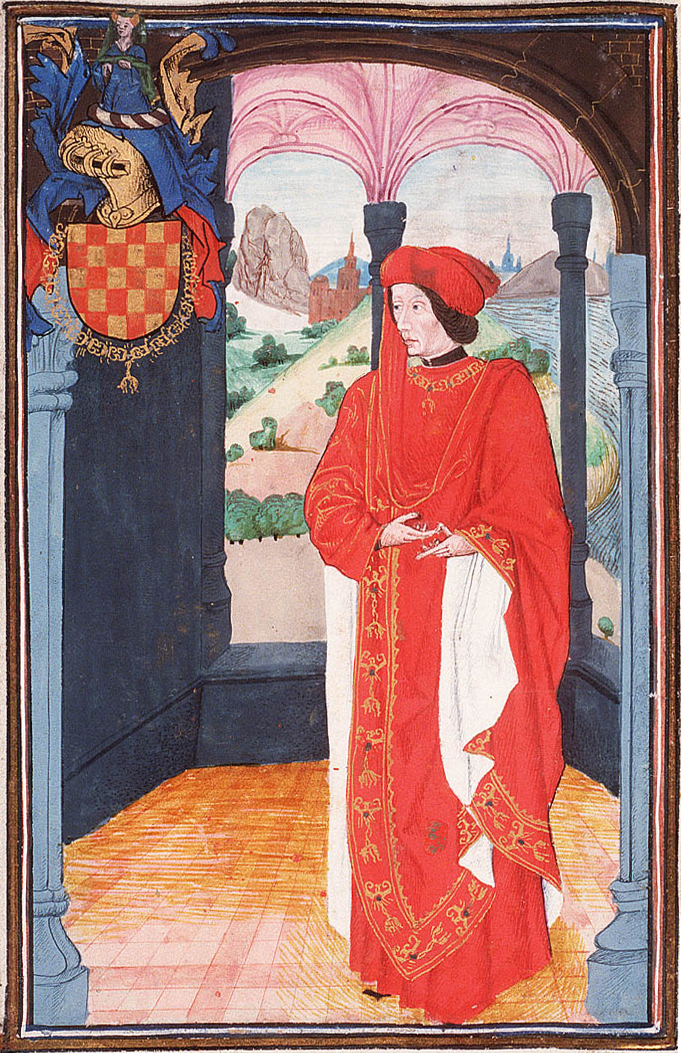
Philippe, seigneur de Ternant (en 1473, par Gilles Gobet).

- Philippe de Ternant (1400-1456), frère du précédent, chevalier de la Toison d'or (voir ci-dessous), chambellan de Philippe le Bon, fut membre à partir de 1433 du "Grand Conseil" du duc de Bourgogne ; il reçoit en 1435 de Philippe le Bon (Philippe III de Bourgogne) la baronnie d'Apremont et la seigneurie de Gendrey. Philippe de Ternant fut commandant de la garde de Bourgogne, il guerroya beaucoup en Flandre pour le compte du duc de Bourgogne à partir de 1430, habitant alors le plus souvent Bruges. Il en profita pour ramener les deux retables qui ornent l'église paroissiale de Ternant. Il est prévôt de Paris en 1436. En 1454, Philippe de Ternant, accusé d'avoir fait arrêter un marchand anglais alors que la Bourgogne avait conclu une trêve avec l'Angleterre, dut demander pardon au Conseil de l'Ordre de la Toison d'Or et fut condamné à aller en pèlerinage à Saint-Jacques-de-Compostelle[15]. Philippe de Terant était aussi seigneur de la Motte (actuelle commune de La Motte-Ternant).
- Charles de Ternant, son fils, est gouverneur et capitaine de Château-Chinon ; il meurt en 1472
- Claude de Ternant, fils du précédent, écuyer, chambellan du roi, est « seigneur de la Motte et de Ternant » ; il ne semble pas avoir eu de descendants.
- Au début du XVIe siècle, la baronnie de la Motte-Ternant passe aux mains de Guillaume de Pontailler, époux de Claudine de Ternant, sœur de Claude de Ternant, puis de Gilbert de Graçay, seigneur de Champeroux et époux d'Isabeau de Ternant, autre sœur de Claude de Ternant. Ce couple a des enfants dont Jean de Graçay, seigneur de Ternant, qui se maria avec Jehanne de La Châtre.

Toute trace du nom de famille « de Ternant » lié au village et au château de Ternant disparaît, même si le nom de famille « de Ternant » a subsisté.
Le blason de la famille de Ternant était « échiqueté d'or et de gueules à quatre traits ». La seigneurie de Ternant disposait des droits de haute justice, moyenne justice et basse justice sur un territoire étendu et dont les limites sont précisément connues grâce au dénombrement en date du 29 décembre 1539, par Jehanne de La Châtre, dame de Ternant et de Diors (Indre), dont une copie datée du 28 septembre 1740 a été conservée.

### Le château de Ternant
Le principal propriétaire et seigneur de la terre de Ternant fut, du XIe siècle au XVIIe siècle, le chapitre de Vergy, auquel succéda celui de Nuits, qui vendit le château en 1675 à Louis de Pélissier, qui construisit vraisemblablement la « Maison basse seigneuriale », bâtie sur les fondations d'une demeure détruite en 1560 ; par la suite, les Pélissier vendirent le fief en 1740 à Amé François Chavansot Berbis ; en 1773, le propriétaire en était André-Charles Dubard, conseiller à la Cour des comptes, mais sa veuve dut vendre la demeure comme bien national à la famille Lagneau.

## Politique et administration
| Période                                  | Période  | Identité                    | Étiquette | Qualité |
| ---------------------------------------- | -------- | --------------------------- | --------- | ------- |
| 1944                                     | 1946     | Gilbert Golmard             |           |         |
| 1946                                     | 1953     | Hubert Lagneau              |           |         |
| 1953                                     | 1983     | Georges Golmard             |           |         |
| 1983                                     | 1985     | Roland Golmard              |           |         |
| 1985                                     | 2020     | Mme Sylvianne Paul-Monceaux |           |         |
| 2020                                     | en cours | Régis Dorland               |           |         |
| Les données manquantes sont à compléter. |          |                             |           |         |

## Démographie
L'évolution du nombre d'habitants est connue à travers les recensements de la population effectués dans la commune depuis 1793. Pour les communes de moins de 10 000 habitants, une enquête de recensement portant sur toute la population est réalisée tous les cinq ans, les populations de référence des années intermédiaires étant quant à elles estimées par interpolation ou extrapolation. Pour la commune, le premier recensement exhaustif entrant dans le cadre du nouveau dispositif a été réalisé en 2007.

En 2022, la commune comptait 82 habitants, en évolution de −5,75 % par rapport à 2016 (Côte-d'Or : +0,82 %, France hors Mayotte : +2,11 %).
| 1793 | 1800 | 1806 | 1821 | 1836 | 1841 | 1846 | 1851 | 1856 |
| ---- | ---- | ---- | ---- | ---- | ---- | ---- | ---- | ---- |
| 303  | 339  | 325  | 321  | 306  | 300  | 317  | 289  | 295  |

| 1861 | 1866 | 1872 | 1876 | 1881 | 1886 | 1891 | 1896 | 1901 |
| ---- | ---- | ---- | ---- | ---- | ---- | ---- | ---- | ---- |
| 268  | 265  | 239  | 223  | 191  | 206  | 194  | 197  | 187  |

| 1906 | 1911 | 1921 | 1926 | 1931 | 1936 | 1946 | 1954 | 1962 |
| ---- | ---- | ---- | ---- | ---- | ---- | ---- | ---- | ---- |
| 184  | 169  | 120  | 133  | 121  | 104  | 92   | 108  | 70   |

| 1968 | 1975 | 1982 | 1990 | 1999 | 2006 | 2007 | 2012 | 2017 |
| ---- | ---- | ---- | ---- | ---- | ---- | ---- | ---- | ---- |
| 64   | 55   | 69   | 73   | 72   | 93   | 96   | 96   | 83   |

| 2022 | - | - | - | - | - | - | - | - |
| ---- | - | - | - | - | - | - | - | - |
| 82   | - | - | - | - | - | - | - | - |

## Lieux et monuments
- Le bois de Lavelas, qui, selon la tradition, était autrefois un lieu de sabbat des sorciers locaux[25].
- Château de Ternant.
- Église paroissiale Notre-Dame-de-l'Assomption.
- Fontaine, au bourg.

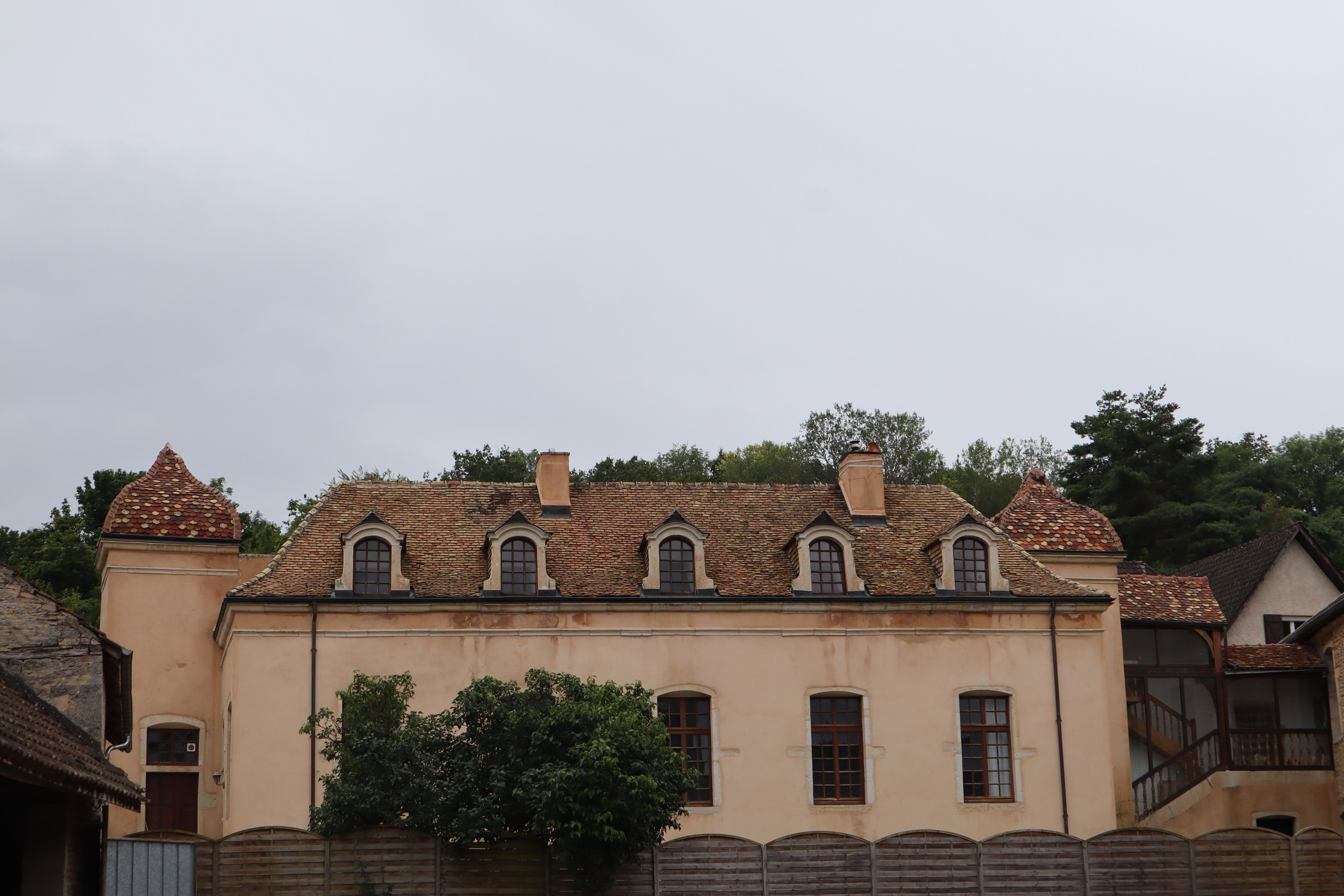
Le château.
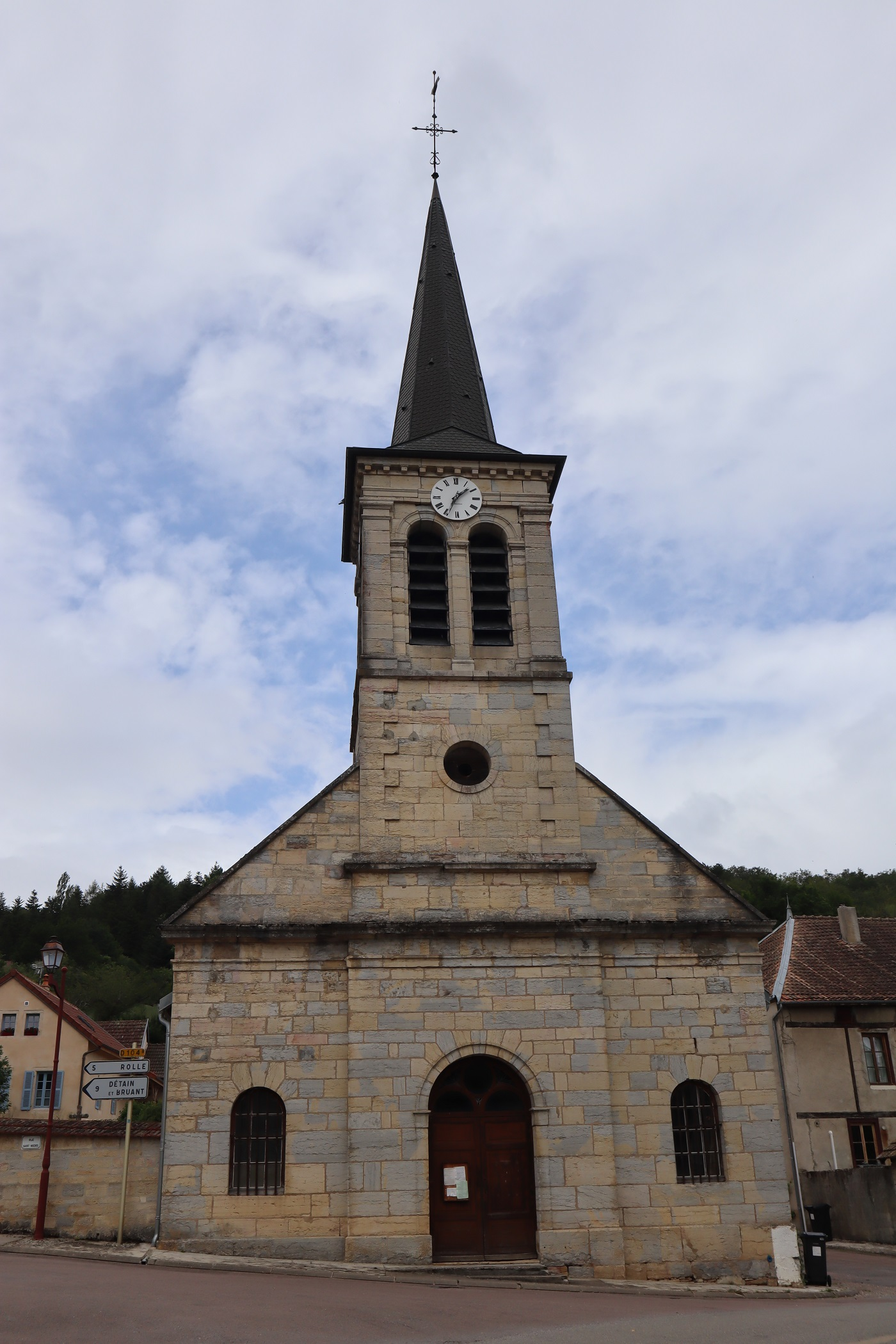
L'église Notre-Dame-de-l'Assomption.
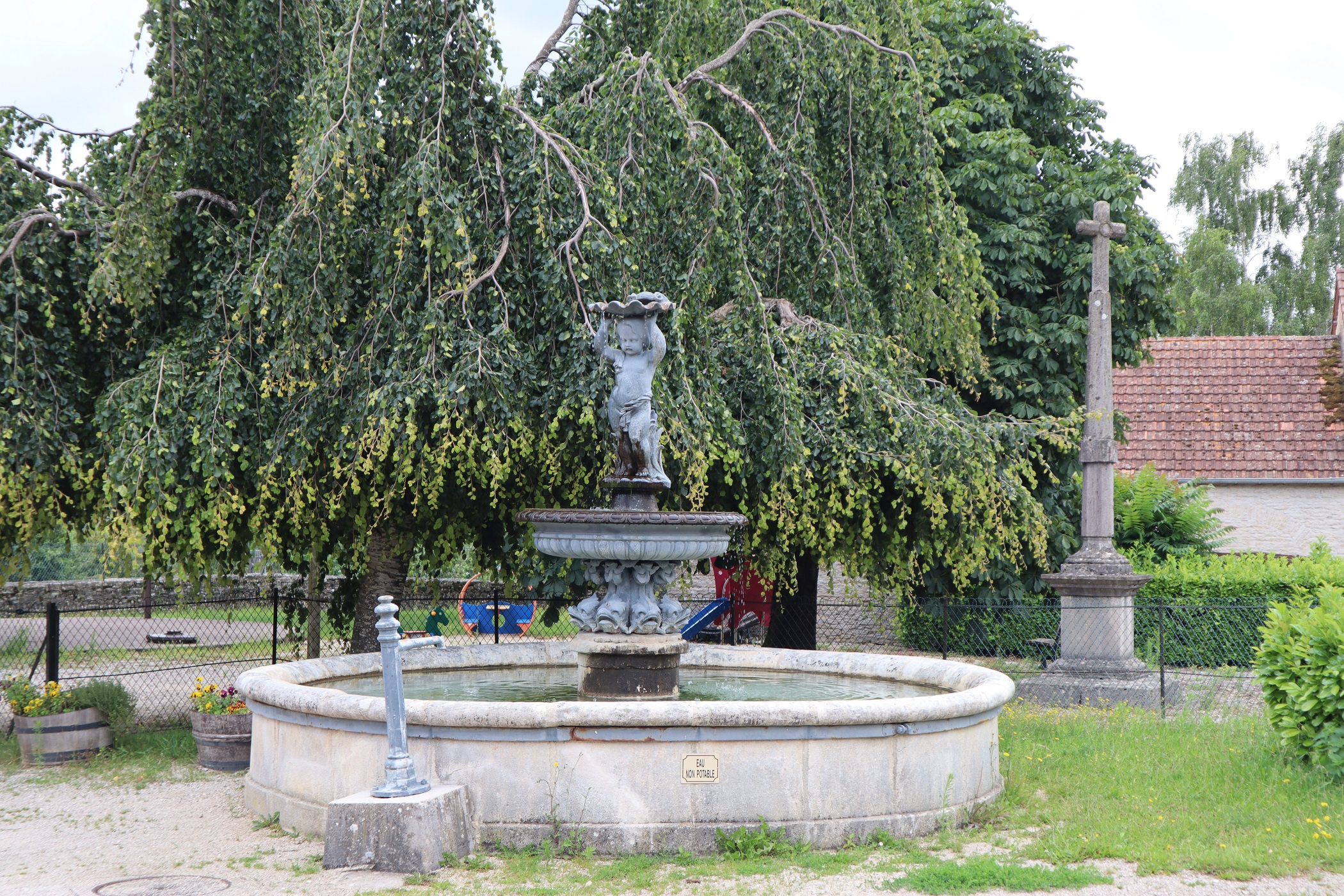
La fontaine du bourg.

## Personnalités liées à la commune
- François-Auguste Cheussey, architecte de l'église construite en 1820 avec les matériaux de l'ancienne église du XVe siècle qui se trouvait à une centaine de mètres.
- Franck Dubosc a tourné un film.[réf. nécessaire]

## Héraldique
| Blason | Blasonnement : D'argent aux trois pals ondés d'azur, à la fasce d'or chargée de trois quintefeuilles versées de gueules brochant sur le tout. |